# Carne (película de 1968)
Carne es una película de Argentina filmada en color y dirigida por Armando Bó sobre su propio guion. Se estrenó el 24 de octubre de 1968, y tuvo como protagonistas a Isabel Sarli, Víctor Bó, Romualdo Quiroga y Vicente Rubino.

## Lanzamiento
Carne se estrenó el 24 de octubre de 1968 en varios teatros de Buenos Aires y el cine Ocean Rex de Mar del Plata. En los importantes teatros bonaerenses Hindú y Callao, que fueron utilizados para estadísticas, el La participación fue de 2.633 personas, siendo la película más vista de las que se estrenaron ese día.

## Sinopsis
Una muchacha que trabaja en un frigorífico es secuestrada y violada en un camión de transporte de carne por un grupo de hombres.

## Reparto
Los intérpretes del filme fueron:
- Isabel Sarli …Delicia
- Víctor Bó …Antonio Aicardi
- Romualdo Quiroga …Humberto, "El Macho"
- Vicente Rubino …Homosexual
- Juan Carlos Altavista …José García
- Alba Solís …Obrera que canta tangos
- Oscar Valicelli …Jacinto
- Pepita Muñoz …Obrera frigorífico
- Miguel Ángel Olmos
- Ricardo Jordán
- Alexis Orloff
- Pablo Codevila
- Víctor Tasca
- Julio Suárez
- Luis Noceda
- Lila Cianzo

## Comentarios
La Opinión dijo en 1979 en ocasión del reestreno del filme:

”Isabel Sarli encarna a Delicia, una voluptuosa muchacha perseguida sexualmente por Humberto, alias “El Macho” (Romualdo Quiroga) obrero de un frigorífico que logra finalmente violar a Delicia tirada sobre una media res tirada al piso de una cámara fría. La heroína debe sufrir más tarde un rapto planeado por “El Macho” quien la traslada (…) a una calle desolada para, previo pago, hacerla pasar por las manos (es un decir) de seis amigotes ansiosos (…) El muchacho bueno del barrio, a quien Delicia ama tiernamente, es Antonio (Víctor Bó).”

Por su parte, Manrupe y Portela escriben:

”Hito en la obra de Bó con la frase más famosa que haya salido de sus personajes: “Carne sobre carne” (en la escena de la violación de la protagonista sobre la res). Con metraje blanco y negro sin explicación alguna, el rojo como color dominante y lo camp llevado a sus últimas consecuencias.”